# یوری کونداکوف
یوری کونداکوف (روسی: Юрий Георгиевич Кондаков؛ زادهٔ ۲۴ نوامبر ۱۹۵۱ ‏(۷۳ سال)) اسکیت‌باز سرعت اهل روسیه است.